# René Roy
René Roy född 1938, en fransk astronom.
Minor Planet Center listar honom som R. Roy och som upptäckare av 9 asteroider.
Asteroiden 14533 Roy är uppkallad efter honom.

## Asteroider upptäckta av René Roy
| 10927 Vaucluse      | 29 januari 1998  |
| 14643 Morata        | 24 november 1998 |
| 38250 Tartois       | 31 augusti 1999  |
| 48960 Clouet        | 25 augusti 1998  |
| 56041 Luciendumont  | 8 december 1998  |
| 49384 Hubertnaudot  | 12 december 1998 |
| 73984 Claudebernard | 26 februari 1998 |
| (91019) 1998 DK20   | 26 februari 1998 |
| (102929) 1999 XQ37  | 7 december 1999  |